# 下関市立豊田西中学校
下関市立豊田西中学校（しものせきしりつとよたにしちゅうがっこう）は山口県下関市豊田町にあった公立中学校。
平成24年4月に、下関市立豊田西中学校と下関市立豊田東中学校が統合し、下関市立 豊田中学校が開校した。

## 部活動
- 男子ソフトテニス部
- 女子バレー部
- 女子卓球部

## 関連事項
- 山口県中学校の廃校一覧